# Car frumos cu patru boi
„Car frumos cu patru boi” este o romanță compusă pe versurile poetului român Vasile Militaru. Numele compozitorului nu este cunoscut. Cea mai cunoscută interpretare îi aparține cântăreței române Ioana Radu; alte interpretări au fost realizate de către artiștii Nicolae Furdui Iancu, Maria Peter, Domnica Dologa și alții.